# قبيلة اولاد ادريس الشرفاء السباعيين

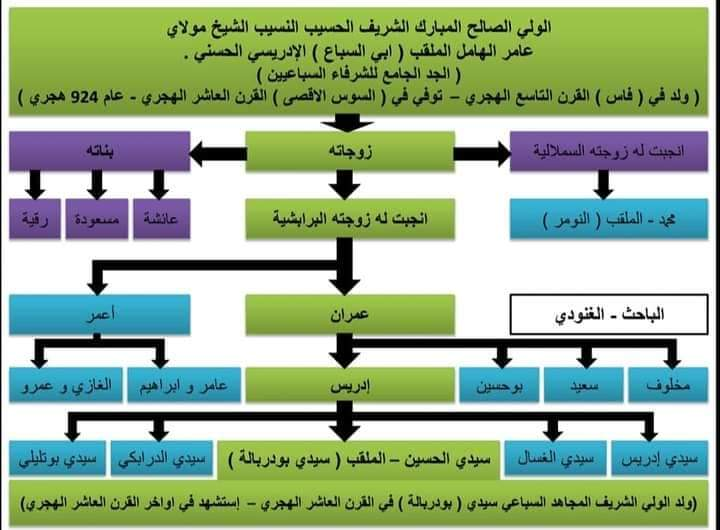
شجرة نسب قبيلة أولاد إدريس

أولاد إدريس قبيلةٌ عَرَبيَّةٌ عَدْنانيَّةٌ هاشمية ذائعةُ الصِّيتِ منشؤُهَا المغربُ وانتشرتْ بعد ذلك في موريتانيا والجزائر. ينتسب أولاد إدريس إلى جدهم إدريس بن عمران بن عامر الهامل اَلإدْريسي الذي عُرِفَ بأبي السباع. وتعد قبيلة اولاد إدريس من قبائل الشرفاء أبي السباع (الشرفاء السباعيين). 

## تسمية القبيلة
سميت القبيلة بأولاد إدريس نسبة إلى جدهم إدريس بن عمران بن عامر الهامل اَلإدْريسي الذي عُرِفَ بأبي السباع، فقد خلف سيدي عامر الهامل ولديه عمران واعمر من زوجته البربوشية (قبيلة البرابيش)، وخلف عمران بوحسين ومخلوف وسعيد و إدريس (وهو الذي تفرع منه أولاد إدريس، و هم "العرب الكحل"). وللشريف إدريس بن عمران خمسة أولاد وهم  سيدي إدريس، سيدي الغسال، سيدي الحسين، سيدي الدرابكي، سيدي بوتليلي. [بحاجة لمصدر]

## نسب الشرفاء اولاد إدريس
يرجع نسب الشرفاء اولاد إدريس لآل البیت فهم منحدرون من جدهم إدريس بن عمران بن عامر الهامل أبي السباع الإدريسي الهاشمي القريشي جد قبيلة أبناء أبي السباع.
وهو إدريس بن عمران بن عامر ابي السباع بن احريز بن محرز بن عبد الله بن إبراهيم بن إدريس بن محمـد بن يوسف بن زيد بن عبد المنعم بن عبد الواسع بن عبد الدائم بن محمد بن سعيد بن عبد الرحمان بن سالم بن عزوز بن عبد الكريم بن خالد بن سعيد بن عبد المؤمن بن زيد بن رحمون بن زكرياء بن محمد بن عبد الحميد بن علي بن محمد بن عبد الله بن محمد بن إدريس الاصغر بن إدريس بن عبد الله الكامل بن الحسن المثنى بن الحسن السبط بن علي بن أبي طالب كرم الله وجهه رضوان الله عليه بن عبد المطلب بن هاشم بن عبد مناف بن قصي بن كلاب بن مرة بن كعب بن لؤي بن غالب بن فهر بن مالك بن النضر وهو قريش بن كنانة بن خزيمة بن مدركة بن إلياس بن مضر بن نزار بن معد بن عدنان (جد الرسول العشرون وجد العرب المستعربة) من ذرية النبي إسماعيل عليه السلام بن النبي إبراهيم عليه السلام. [بحاجة لمصدر]

## تاريخ قبيلة أولاد إدريس
قبيلة أولاد إدريس من القبائل التي تثير كثيرا من الأسئلة التاريخية، ولا يمكن كتابة تاريخ الصحراء دون إنصافها لما كان لها من حضور متميز بين القوى الفاعلة في تاريخ الصحراء. فأولاد إدريس كانوا معروفين بالشجاعة والعلم وركوب الخيل وحدة الشكيمة فقد لقبو "بالعرب الكحل" عند أهل واد نون وذلك لقوتهم والدور الذي لعبوه في تسيير التجارة بين مراكش وبلاد السودان. [بحاجة لمصدر]

## انتشار قبيلة اولاد ادريس
الذي لا يعرفه الكثير عن قبيلة اولاد دريس أنهم تفرقوا في المجال بشكل غريب، يكشف عن قدرتهم على الاندماج في كل الأوساط، و على استرجاع الزعامة المفقودة في تاريخهم بسبب الانكسارات العسكرية، فمنهم من أضافها المولى عبد الرحمان إلى قبائل المخزن بفاس, ومنهم مجموعات انصهرت في قبائل تكنة، و منهم مجموعة سكنت جبال ايت باعمران و استطاعت ان تحافظ على كثير من خصوصياتها، و منهم مجموعة سكنت ازواد وتحالفت مع الأخوال لبرابيش، فمنهم من ينسبهم للبرابيش ...، والحقيقة أنهم من الشرفاء الأدارسة وجدهم إدريس بن عمران بن سيدي عامر الهامل والبربوشية جدة إدريس. فالبرابيش في ازواد هم أخوال جدهم وليسوا منهم، وقد ذكر الشيخ سيد المختار الكنتي إلتحاقهم بالبرابيش في كتابه : "المنة في اعتقاد أهل السنة". [بحاجة لمصدر]

## قبيلة اولاد ادريس في فاس
توجد فخدة من قبيلة اولاد ادريس في مدينة فاس قَدِمَ بها السلطان المولى عبد الرحمان وضَمّها إلى قبائل المخزن وبالضبط قبيلة الشراردة وكلف بعض اعضائها بتسيير وإدارة ضريح جدهم المولى ادريس بفاس. مما جاء في بحث بعنوان "تاريخ قبيلة الشراردة" للأستاذ الجامعي بجامعة محمد الخامس خالد غاوش، ««عندما قام السلطان المولى عبد الرحمان سنة 1829 ميلادية بحملة عسكرية على الزاوية الشرادية بحوز مراكش وتخريبها نقل بعض الشراردة إلى فاس وأدخلهم إلى قبائل المخزن، وضم إلى جيش الشراردة بفاس بعض القبائل التي كانت محيطة بزاويتهم الشرادية في حوز مراكش والتي كانت من ضمنهم فخدة من قبيلة اولاد ادريس المستوطنة في محيط الزاوية وذلك سنة 1844 ميلادية أي بعد 15 سنة من الحملة العسكرية».»

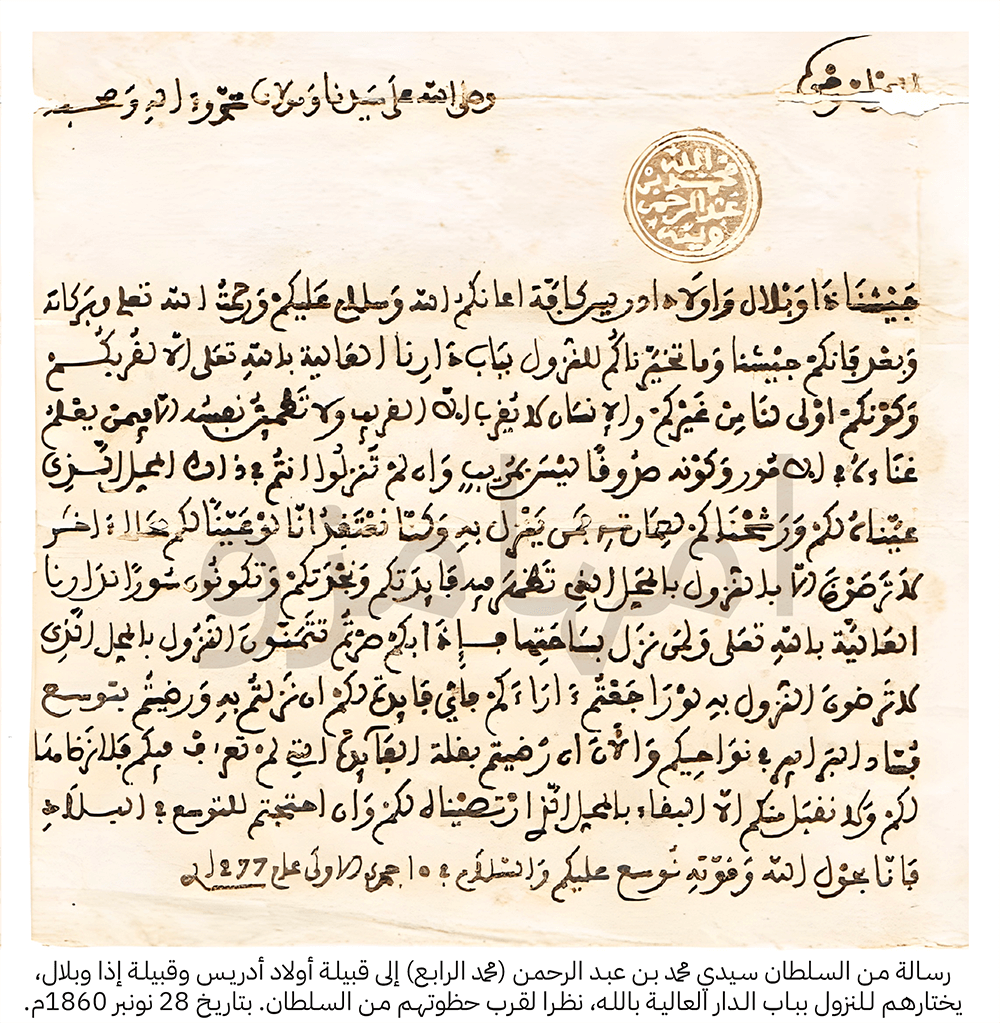
رسالة السلطان سيدي محمد بن عبد الرحمان إلى قبيلة أولاد إدريس فاس.

ويدعم ذلك ما جاء في كتاب "الأرشيف البربري" الصادر سنة 1920 المجلد رقم 4 الصفحة 28 عند حديثه عن انشاء قبيلة الشراردة واستقرارها في فاس : ««... وبعد حوالي خمسة عشر عامًا أضاف إليهم (أي السلطان المولى عبد الرحمان) جزءًا من التكنة في نفس الوقت الذي نقل فيه أولاد إدريس وذوي بلال إلى أبواب فاس.».»

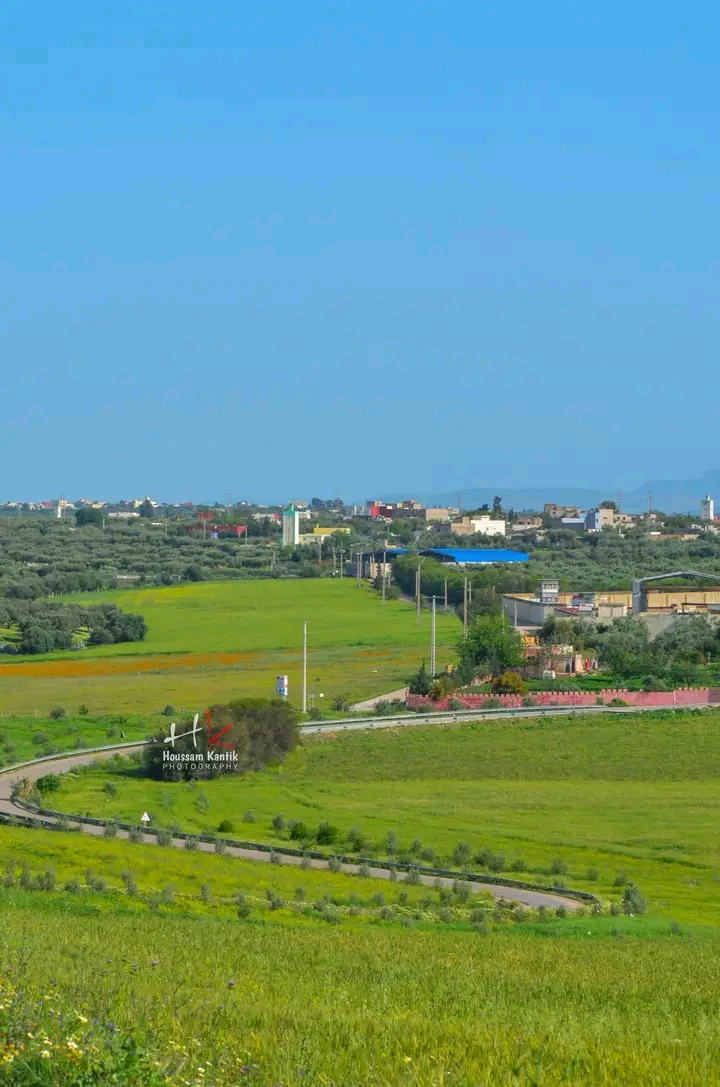
دوار اولاد امحمد فخدة الشرفاء اولاد ادريس فاس، قبيلة الشراردة بوغزوان جماعة عين البيضاء.

وحسب كتاب "ملاحظات عن مدن وقبائل المغرب سنة 1890" للمستشرق والمستكشف الفرنسي ألفرد لوشاتلييه الصفحة 48 جاء فيه: ««وفوق كل هذه الزوايا، من حيث الأهمية، توجد زاوية المولى إدريس، وهي عبارة عن حرم فسيح أقيم على قبر راعي فاس هذا. إنه بمثابة مكان للجوء وتشكل مبانيه الملحقة منطقة من المدينة تقريبًا. محيطها حر، محرم على اليهود. ويحتفظ شرفاء أولاد إدريس من فاس بإدارة الزاوية وتستفيد من دخلها، باستثناء شهر واحد من كل سنة، يتم استبدالهم فيه بشرفاء بني عروس.»».

ومما جاء في كتاب "الموسوعة الكبرى" المجلد 17 الصفحة 393 للكاتب والمحرر هنري لاميرولت وجمعية من العلماء والأدباء الصدر سنة 1886 : ««إلا أن فاس لا تزال تضم عددًا كبيرًا من المساجد، وبعضها يتمتع بأهمية خاصة. في المقام الأول، سنذكر مولاي إدريس اول الشرفاء الأكثر تبجيلا. وهو حرم فسيح أقيم فوق قبر مؤسس المدينة، ومن المستحيل على الكافر أن يدخل حتى المنطقة المجاورة التي تكون بمثابة مكان للجوء. ويحتفظ الشرفاء أولاد إدريس في فاس بإدارة الزاوية وتستفيد من دخلها ، باستثناء شهر واحد كل سنة، عندما يتم استبدالهم بالشرفاء أولاد مولاي عبد السلام من الريف.»».

ومما يثبت تواجد فخدة لقبيلة أولاد إدريس بفاس هو الظهير الشريف الصادر بتاريخ 28 فبراير 1922 الصفحة 253 بشأن القرار الوزاري لإحدات جماعات للقبائل والفخدات بالتراب الملحق لأحواز فاس والذي تم بإحداث جماعة بقبيلة الشراردة لفخدة أولاد إدريس مكونة من ستة أعضاء.

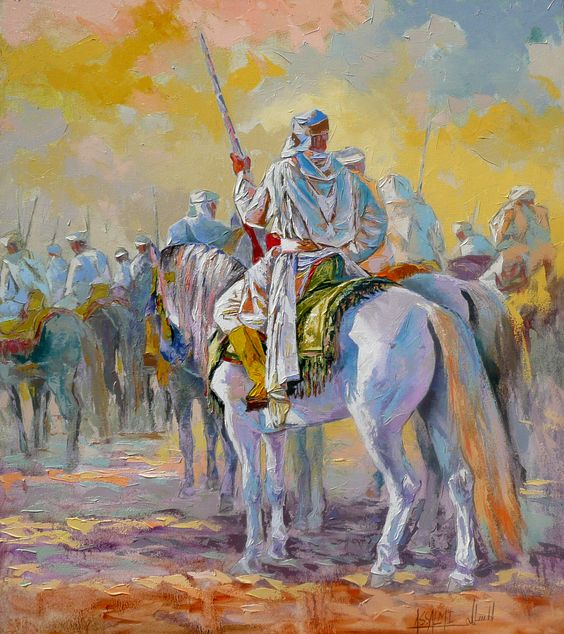
عسكر قبيلة اولاد ادريس فاس (لوحة تشكيلية فقط).

## قبيلة اولاد ادريس في حوز مراكش
توجد فخدة من قبيلة اولاد ادريس في حوز مراكش نواحي شيشاوة قرب سيدي الشيخ، ولا تزال كذلك فرقة من اولاد ادريس في محيط الزاوية الشرادية.[بحاجة لمصدر]

## قبيلة اولاد ادريس في بمحاميد الغزلان
توجد فخدة لقبيلة اولاد ادريس بمحاميد الغزلان نواحي زاڭورة.[بحاجة لمصدر]

## قبيلة اولاد ادريس في واد نون
توجد فخدة لقبيلة اولاد ادريس بالصحراء المغربية بجهة ڭلميم والعيون. [بحاجة لمصدر]